# Golanki (Lebiedzie)
Golanki – kolonia wsi Lebiedzie w Polsce, położona w województwie mazowieckim, w powiecie sokołowskim, w gminie Sterdyń.
Golanki mają status sołectwa.
W latach 1975–1998 kolonia administracyjnie należała do województwa siedleckiego.
Mieszkańcy wyznania rzymskokatolickiego należą do parafii św. Anny w Sterdyni.